# Tillus
Tillus — род жесткокрылых насекомых семейства пестряков.

## Описание
Надкрылья одноцветные, без поперечных перевязей.

## Систематика
В составе рода:
- Tillus elongatus (Linnaeus, 1758)
- Tillus flabellicornis Fairmaire, 1866
- Tillus ibericus Bahillo de la Puebla, Lopez-Colón & Garcia-Paris, 2003
- Tillus pallidipennis Bielz, 1850
- Tillus pectinicornis Abeille, 1892